# Charles Gianferrari

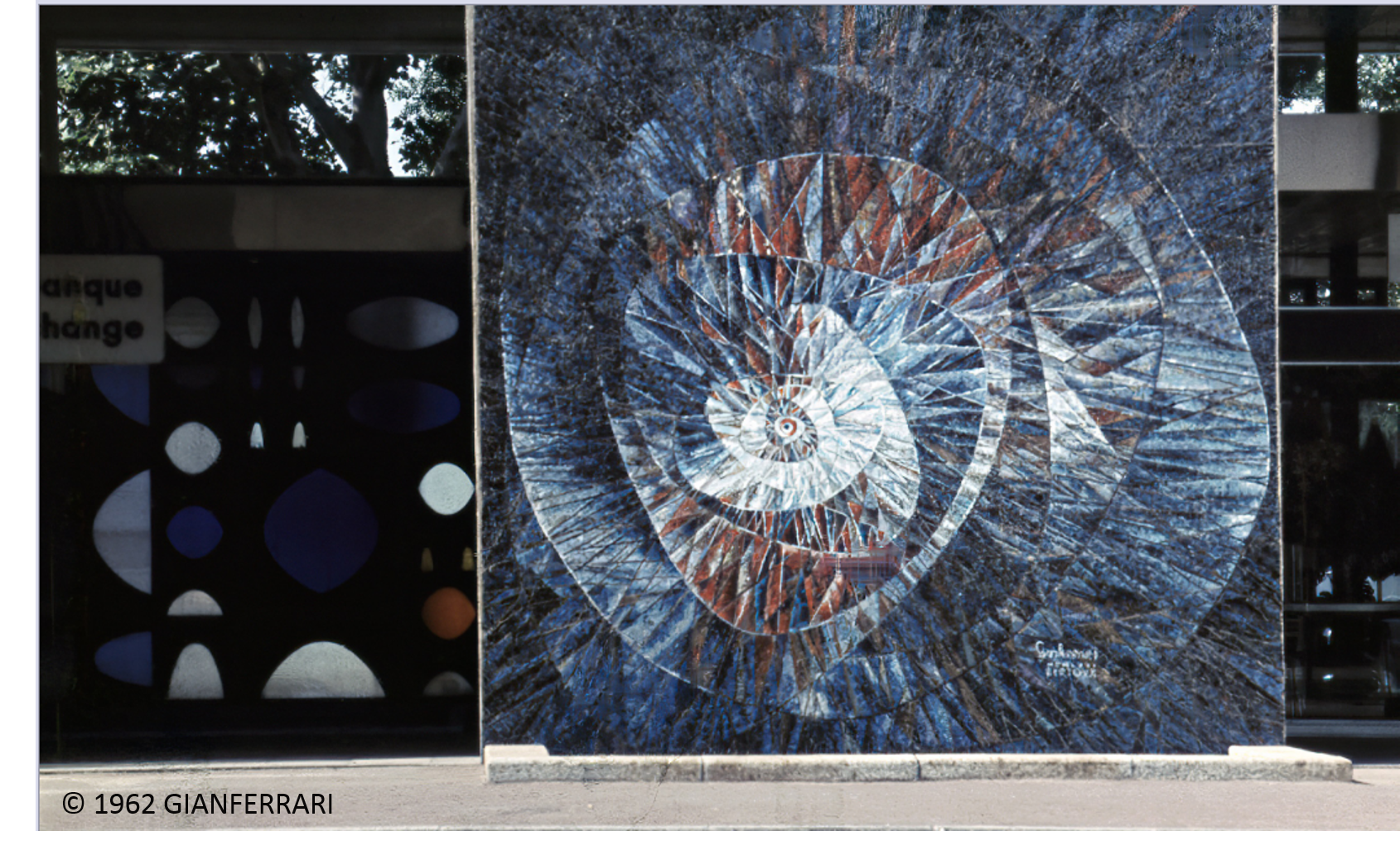
Strasbourg, Gianferrari & Bertoux, 1962

Charles Gianferrari né le 15 août 1921 à Astano (Suisse) et mort le 30 octobre 2010 à Bullion est un mosaïste, sculpteur et plasticien français.

## Formation et carrière
Charles Gianferrari a suivi une formation artistique à l'École des Arts Appliqués (1936-1943) avant d’obtenir son diplôme de l'École Nationale Supérieure des Beaux-Arts. 
Au cours de sa carrière, Charles Gianferrari s’est illustré comme un maître de la mosaïque, collaborant avec des architectes reconnus et participant à des projets d'envergure aussi bien en France qu'à l'internationale. 

## Œuvres majeures
Parmi les réalisations les plus emblématiques de Charles Gianferrari figurent notamment :
- La mosaïque monumentale de l’hôtel de ville de Grenoble[2] conçue dans le cadre des Jeux Olympiques d'hiver de 1968 et classée monument historique en 2023.
- Un ensemble de fontaines ornementales dans le hall de réception de l’hôtel Africa à Tunis, le premier gratte-ciel de la capitale tunisienne.
- Des contributions artistiques à des projets tels que la tour Télévision de Riyad (en) (Arabie Saoudite), la cité utopique d’Auroville (Inde), le musée du Panthéon national haïtien, et l'hôtel Pullman Teranga à Dakar (Sénégal).

## Collaboration et collectif
Charles Gianferrari fut associé à de nombreux projets en collaboration avec des figures majeures de l’architecture telles qu’Olivier-Clément Cacoub, Maurice Novarina, Michel Holley ou encore Roger Anger. Cette relation avec Roger Anger, marquée par une amitié profonde et une admiration mutuelle croissante, inspira une partie significative du travail de Charles Gianferrari. Dans ses dernières années, il se consacra quasi exclusivement au projet d’Auroville, porté par cette synergie créative.
Charles Gianferrari fut cofondateur du collectif « L’Œuf Centre d’Études », aux côtés notamment de Jacques Bertoux. Il participa également à d’autres mouvements artistiques tels que « Le Mur Vivant » et « L’Art Sacré », toujours animé par une volonté de renouveler les pratiques artistiques et de repousser les limites des formes décoratives.
Le talent de Charles Gianferrari fut maintes fois salué, notamment avec une médaille de bronze aux Floralies internationales en 1969 pour un mur relief installé au bord du miroir d’eau, sous l’espace concert du parc floral de Vincennes, en collaboration avec Robert Juvin (en). Il fut également honoré par deux médailles d’or décernées par la Société d’Encouragement à l’Art et à l’Industrie, en 1962 et 1983.

## Œuvres publiques

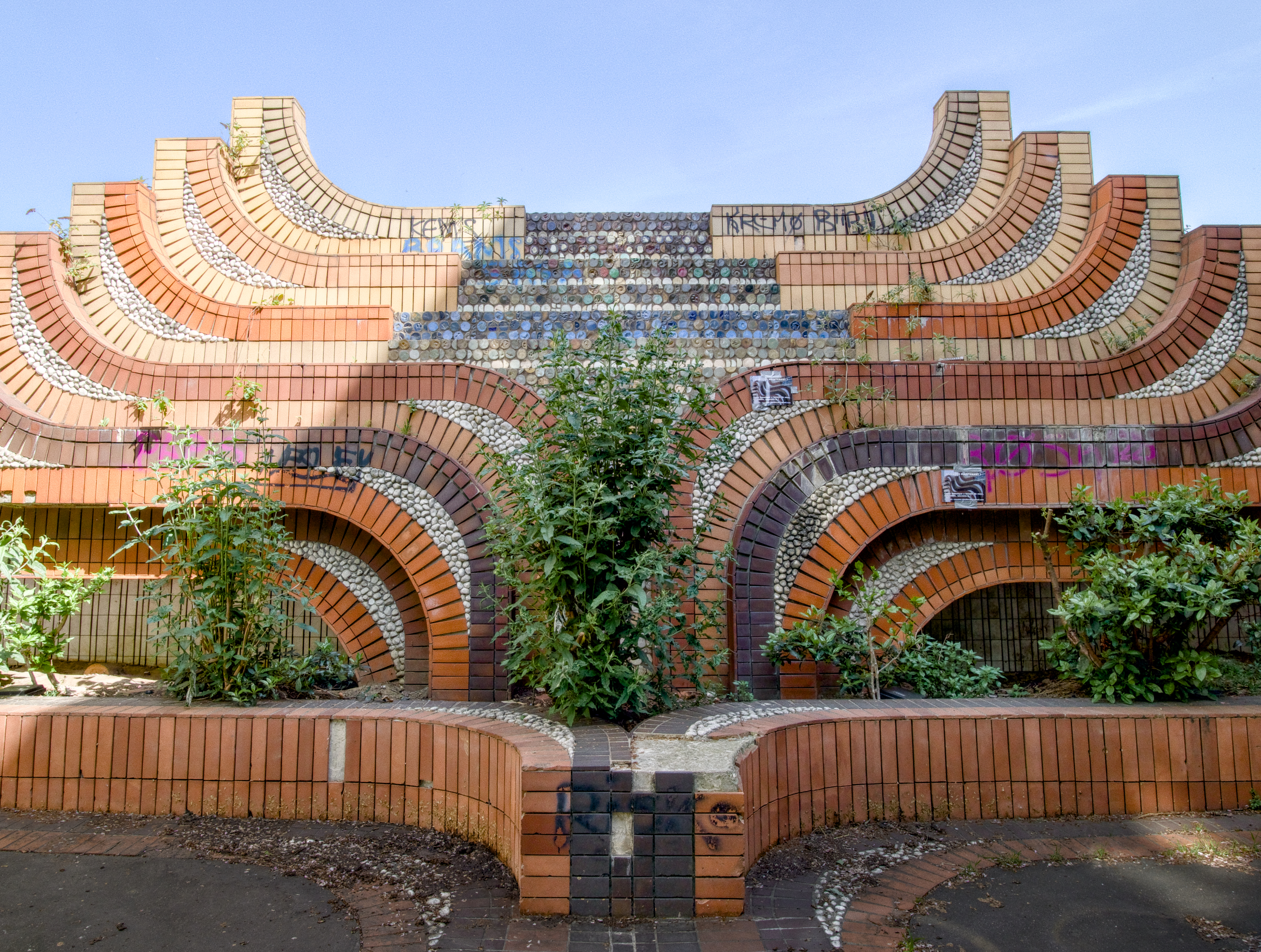
Rue Jean-Cottin

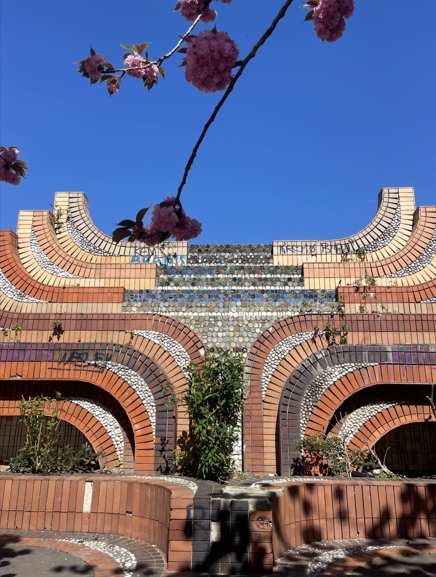
Rue Jean-Cottin, 75018
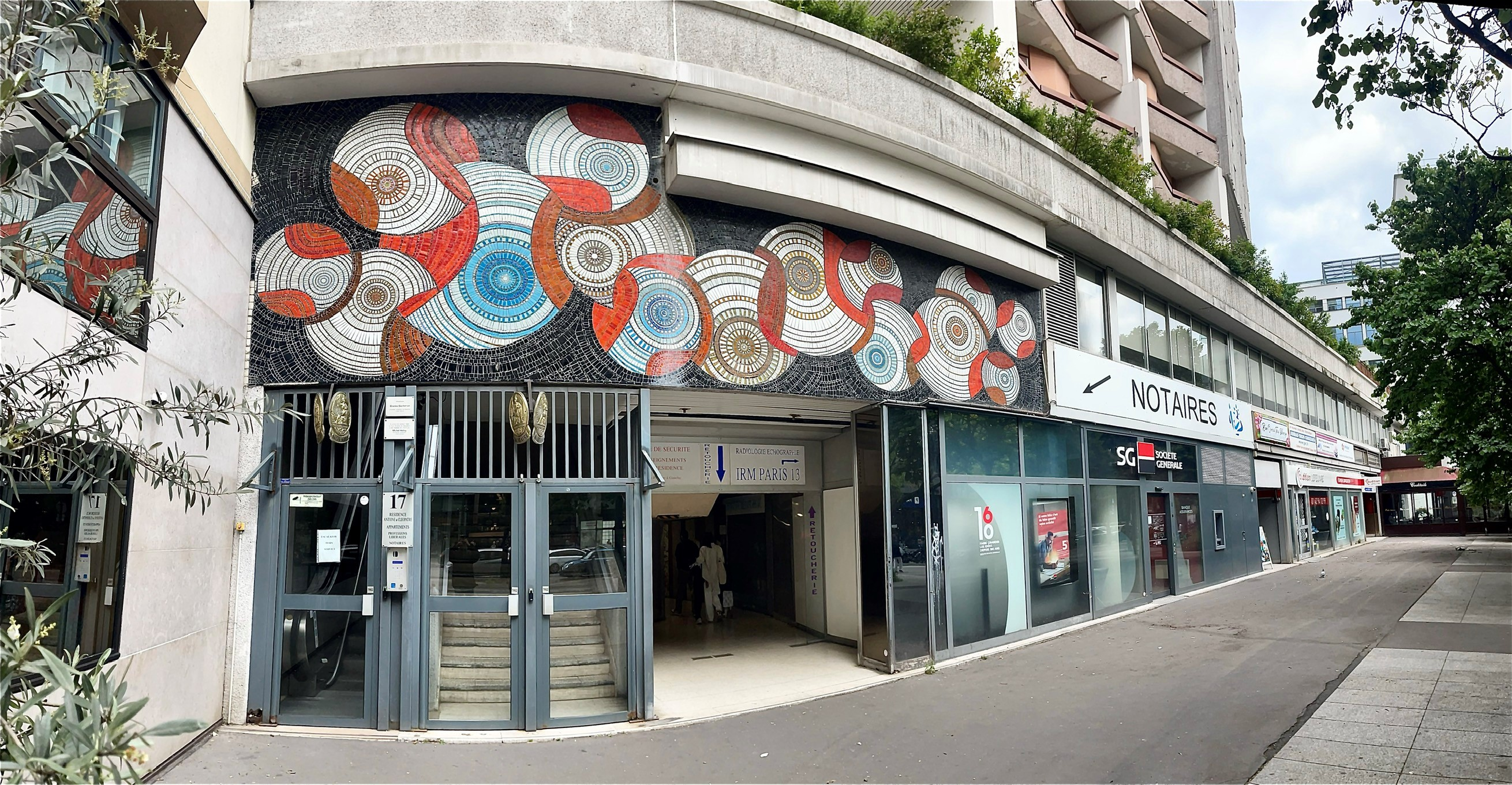
Avenue d'Italie, 75013

### France

#### Île-de-France
Paris:
- no 7 avenue de la Porte-de-Champerret : fontaine de la Pyramide, fontaine et mosaïque[4].
- Avenue de la Porte-de-Villiers : fontaine de la Cascade, fontaine et mosaïque[4].
- no 67 rue Barrault et nos 28-30 rue de la Colonie : mosaïque murale dans le hall d'entrée, 1958-1962.
- no 50 rue de Crimée : mosaïque murale dans le hall d'entrée, 1968.
- no 17 avenue d'Italie : mosaïque murale sur la façade (niveau dalle), dans le hall d'entrée et dans le couloir d'entrée du no 187 avenue de Choisy, 1973.
- no 30 rue Jean-Cottin : sculpture en béton composée de terre cuite et émaux, complétée par un calepinage au sol, 1987[5].
- nos 31-35 rue Saint-Ambroise : décoration murale du hall d'entrée, 1969[6].

Vincennes:
- Parc floral de Vincennes, Mur Vivant au bord du miroir d’eau sous l’espace concert, 1969[7].
- Centre culturel et sportif Georges-Pompidou, mosaïque murale extérieure en terre cuite, détruite en 2025.

Maurepas:
- Lycée des Sept-Mares : cheminement piéton en pavés de brique de Vaugirard ; partiellement détruit[8].

Le Blanc-Mesnil:
- Maternelle Anne-Frank : mosaïque du sol de la cour[9].

Neuilly-sur-Seine, collège André-Maurois : mosaïque murale.
Mantes-la-Jolie:
- Lycée Jean-Rostand : panneau en mosaïque de pierre, marbre et émail, environ 68 m2, 1969 ; espace de détente composé de bancs-jardinières circulaires, béton recouvert de galets, briques et marbre[10].
- Lycée Saint-Éxupéry : ensemble d'éléments en briques et dalles de grès, surmontés par des préaux triangulaires, 1969[10].

Dourdan:
- Lycée Dourdan, mosaïque mur d’accueil.

Bobigny :
- Préfecture de Bobigny,  mosaïque monumentale en opaline dans le hall d’accueil, conception du revêtement mural en terre cuite du hall ainsi que d’un lanterneau.

Théméricourt :
- Salle de séjour du château de Théméricourt, coin feu.

Plaisir : 
- Habillage extérieure de la gare de Plaisir (les Clayes), réalisée à partir de modules architecturaux en terre cuite (Modux), conçus par Charles Gianferrari.

#### Grand Est
- Strasbourg, pavillon du tourisme, mosaïque et claustra, 1962 : œuvres détruites suite manifestation OTAN en 2009.
- La Tronche, université Grenoble-Alpes, faculté de médecine, amphithéâtre Le Marchand : mosaïque murale, 1976[11].
- Moux-en-Morvan : Hommage aux combattants du maquis des Fiottes, 1947, sculpture en collaboration avec Jacques Bertoux.
- Sarreguemines, Lycées Technique et Professionnel Henri Nominé, mosaique sous préau.

#### Bretagne
- Dinard, piscine municipale, no 2 boulevard du président Wilson : mosaïque du mur sud, années 1960[12].

#### Hauts-de-France
- Villeneuve-d'Ascq, école Paul Cézanne : muret en claustra, 1988[13].

#### Normandie
- Caen, église Saint-Paul: sculptures.

#### Bourgogne-Franche-Comté
- Chalon-sur-Saône, lycée Pontus-de-Tyard : mosaïque murale, 1961[14].
- Longchamp, lycée de la céramique Henri-Moisand : mosaïque de l'escalier, 1978[15].

#### Auvergne-Rhône-Alpes
- Divonne-les-Bains, Centre nautique : mosaïque murale, 1963.
- Grenoble, hôtel de ville : mosaïque sur le sol du patio et soubassement de l'Hôtel de ville[16], oeuvre inscrite aux monuments historiques, 1965-1967[17].
- Lyon, fontaines de l'Auditorium de la Part-Dieu.

### Afrique

#### Sénégal
- Dakar, Hôtel Pullman Téranga, habillage de la façade extérieure, architecte Olivier Cacoub.

#### Tunisie
- Tunis, Hôtel Africa, animation hall de réception et fontaines.

### Moyen-Orient

#### Arabie Saoudite
- Riyad, décoration du fût de la Tour TV ainsi que les revêtements aux sols.